# Dalea
Dalea är ett släkte av ärtväxter. Dalea ingår i familjen ärtväxter.

## Bildgalleri

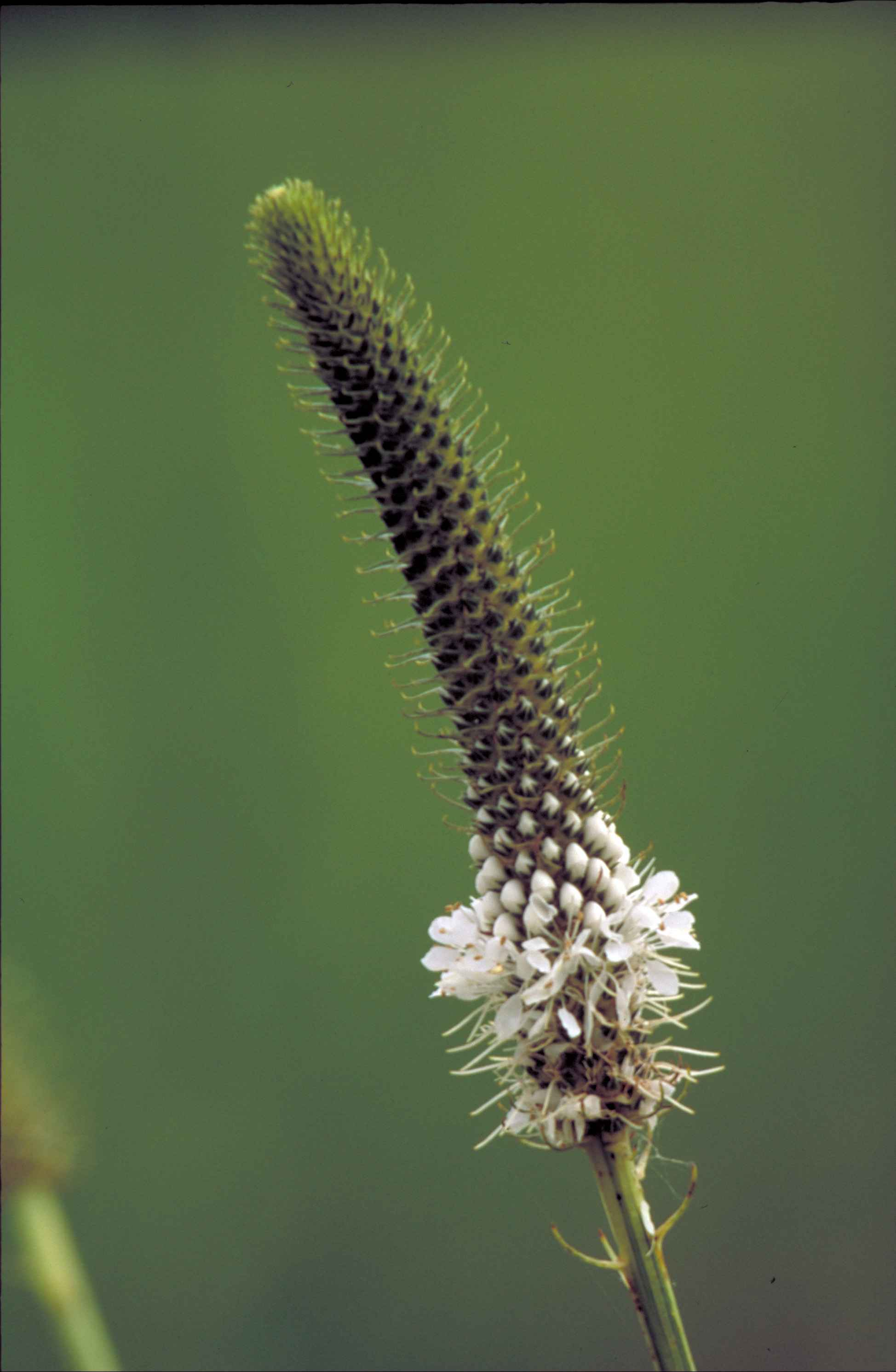
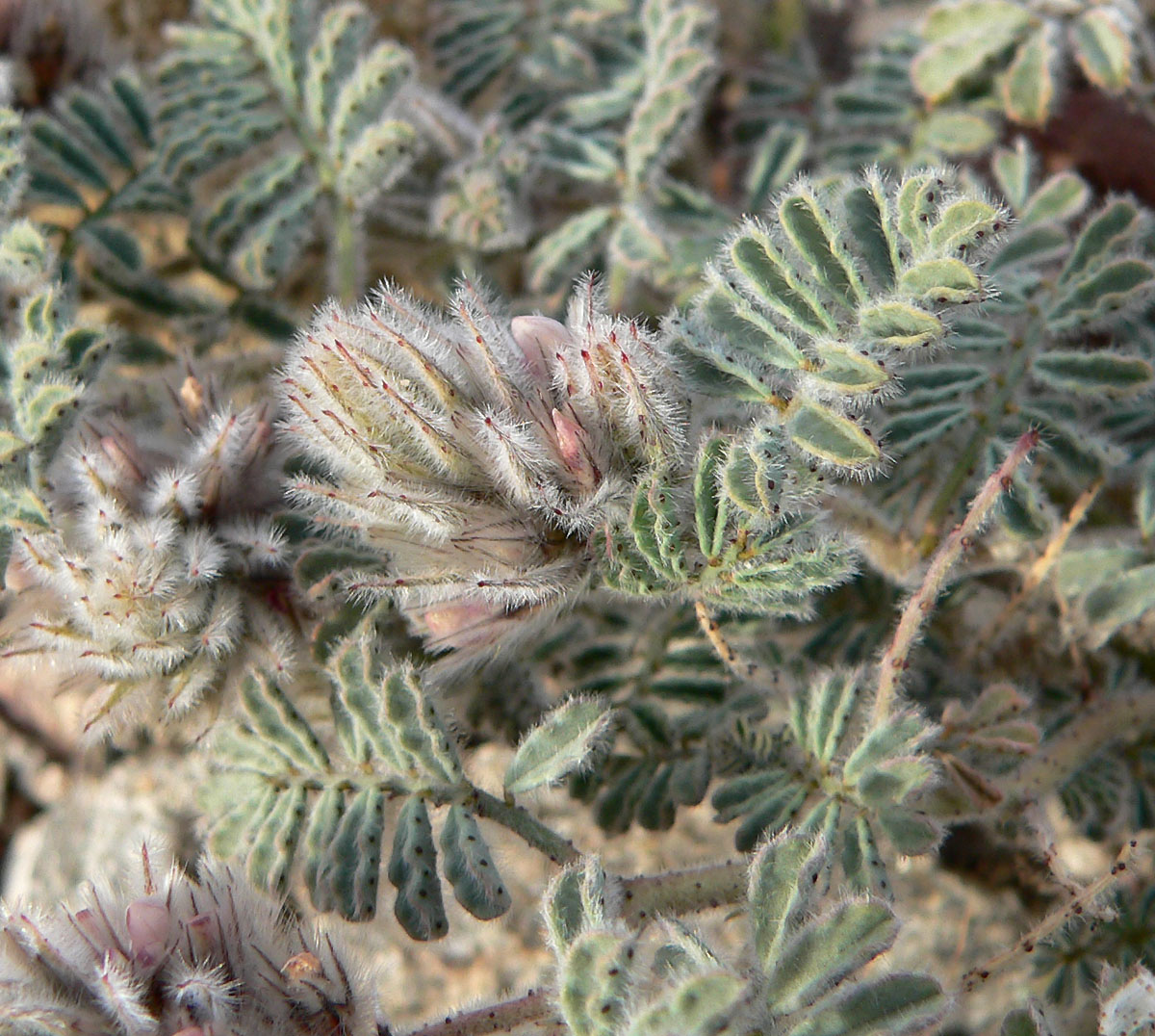
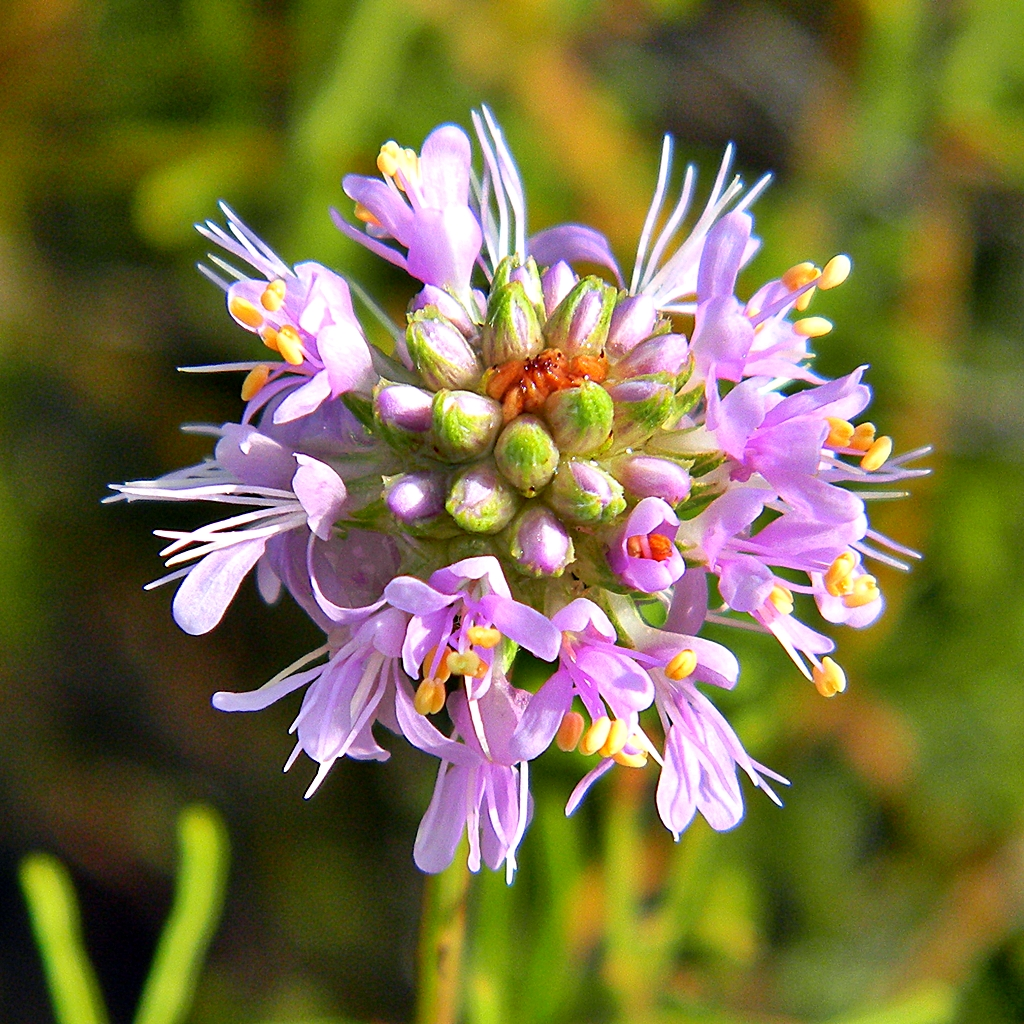
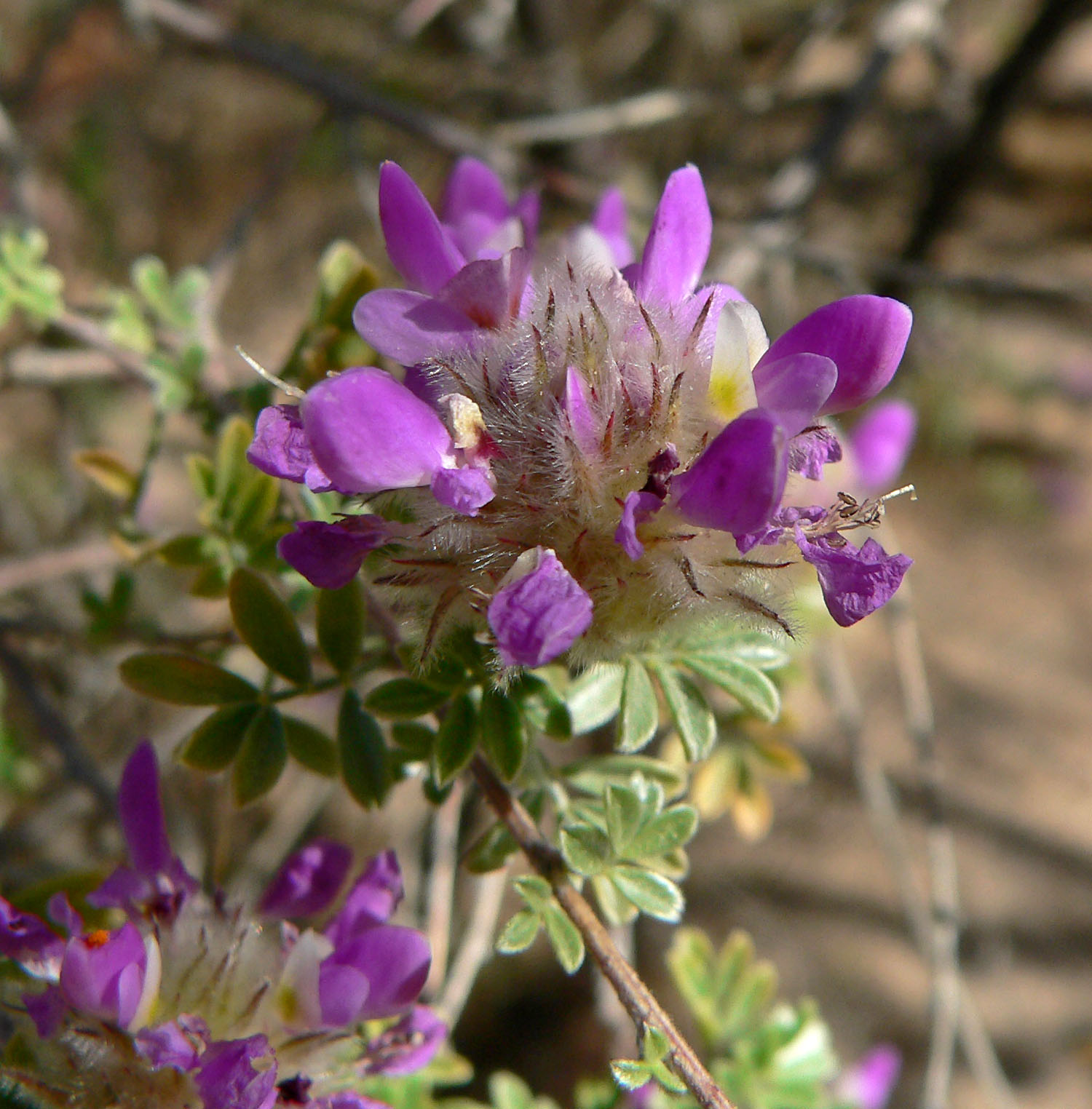

## Dottertaxa tillDalea, i alfabetisk ordning[1]
- Dalea abietifolia
- Dalea adenopoda
- Dalea aenigma
- Dalea albiflora
- Dalea ananassa
- Dalea aurea
- Dalea ayavacensis
- Dalea azurea
- Dalea bacchantum
- Dalea bartonii
- Dalea bicolor
- Dalea boliviana
- Dalea boraginea
- Dalea botterii
- Dalea brachystachya
- Dalea brandegei
- Dalea caeciliae
- Dalea candida
- Dalea capitata
- Dalea carnea
- Dalea carthagenensis
- Dalea choanosema
- Dalea chrysophylla
- Dalea cinnamomea
- Dalea cliffortiana
- Dalea coerulea
- Dalea compacta
- Dalea confusa
- Dalea cora
- Dalea crassifolia
- Dalea cuatrecasasii
- Dalea cuniculo-caudata
- Dalea cyanea
- Dalea cylindrica
- Dalea cylindriceps
- Dalea daucosma
- Dalea dipsacea
- Dalea dispar
- Dalea dorycnoides
- Dalea elata
- Dalea elegans
- Dalea emarginata
- Dalea enneandra
- Dalea eriophylla
- Dalea erythrorhiza
- Dalea escobilla
- Dalea exigua
- Dalea exilis
- Dalea exserta
- Dalea feayi
- Dalea fieldii
- Dalea filiciformis
- Dalea filiformis
- Dalea flavescens
- Dalea foliolosa
- Dalea foliosa
- Dalea formosa
- Dalea frutescens
- Dalea galbina
- Dalea gattingeri
- Dalea glumacea
- Dalea grayi
- Dalea greggii
- Dalea gypsophila
- Dalea hallii
- Dalea hegewischiana
- Dalea hemsleyana
- Dalea hintonii
- Dalea hospes
- Dalea humifusa
- Dalea humilis
- Dalea illustris
- Dalea insignis
- Dalea isidorii
- Dalea jamesii
- Dalea jamesonii
- Dalea kuntzei
- Dalea lachnostachys
- Dalea lamprostachya
- Dalea lanata
- Dalea laniceps
- Dalea lasiathera
- Dalea leporina
- Dalea leptostachya
- Dalea leucosericea
- Dalea leucostachya
- Dalea luisana
- Dalea lumholtzii
- Dalea lutea
- Dalea macrotropis
- Dalea mcvaughii
- Dalea melantha
- Dalea mexiae
- Dalea minutifolia
- Dalea mixteca
- Dalea mollis
- Dalea mollissima
- Dalea moquehuana
- Dalea mucronata
- Dalea multiflora
- Dalea myriadenia
- Dalea nana
- Dalea nelsonii
- Dalea nemaphyllidia
- Dalea neomexicana
- Dalea nobilis
- Dalea obovata
- Dalea obovatifolia
- Dalea obreniformis
- Dalea onobrychis
- Dalea ornata
- Dalea parrasana
- Dalea pazensis
- Dalea pectinata
- Dalea pennellii
- Dalea phleoides
- Dalea pinetorum
- Dalea pinnata
- Dalea piptostegia
- Dalea plantaginoides
- Dalea pogonathera
- Dalea polygonoides
- Dalea polystachya
- Dalea pringlei
- Dalea prostrata
- Dalea pulchella
- Dalea pulchra
- Dalea purpurea
- Dalea purpusii
- Dalea quercetorum
- Dalea radicans
- Dalea reclinata
- Dalea reverchonii
- Dalea revoluta
- Dalea rubrolutea
- Dalea rzedowskii
- Dalea sabinalis
- Dalea saffordii
- Dalea scandens
- Dalea scariosa
- Dalea searlsiae
- Dalea sericea
- Dalea sericocalyx
- Dalea similis
- Dalea simulatrix
- Dalea smithii
- Dalea sousae
- Dalea strobilacea
- Dalea tapacariensis
- Dalea tentaculoides
- Dalea tenuicaulis
- Dalea tenuifolia
- Dalea tenuis
- Dalea thouinii
- Dalea tolteca
- Dalea tomentosa
- Dalea transiens
- Dalea tridactylites
- Dalea trifoliata
- Dalea trochilina
- Dalea urceolata
- Dalea weberbaueri
- Dalea verna
- Dalea versicolor
- Dalea wigginsii
- Dalea villosa
- Dalea virgata
- Dalea viridiflora
- Dalea wrightii
- Dalea zimapanica